# Grågumpseglare
Grågumpseglare (Chaetura cinereiventris) är en fågel i familjen seglare.

## Utseende och läte
Grågumpseglaren är en liten mörk seglare med stor grå fläck på övergumpen. Arten är mycket lik andra seglare, som costaricaseglare, småseglare och bandgumpseglare, och skiljs endast åt om övergumpen syns väl.

## Utbredning och systematik
Grågumpseglaren förekommer i södra Centralamerika och Sydamerika söderut till nordöstra Argentina. Den delas in i åtta underarter med följande utbredning:
- Chaetura cinereiventris phaeopygos: Sluttningar mot Karibien i östra Nicaragua till Panama
- Chaetura cinereiventris occidentalis: västra Colombia till västra Ecuador och nordvästligaste Peru
- sclateri-gruppen
  - Chaetura cinereiventris schistacea: östra Colombia till västra Venezuela (Mérida och Táchira)
  - Chaetura cinereiventris lawrencei: Grenada, Trinidad, Tobago, Isla Margarita och norra Venezuela
  - Chaetura cinereiventris guianensis: tepuis i östra Venezuela och västra Guyana
  - Chaetura cinereiventris sclateri: södra Colombia till södra Venezuela, nordvästra Brasilien, östra Peru och nordvästra Bolivia
- Chaetura cinereiventris cinereiventris: östra Brasilien till Paraguay och nordöstra Argentina (Misiones)

## Levnadssätt
Grågumpseglare påträffas födosöka över milhöer som skog, gläntor, öppna fält och sjöar. Den ses vanligen i flockar, ibland rätt stora.

## Status och hot
Arten har ett stort utbredningsområde, men tros minska i antal, dock inte tillräckligt kraftigt för att den ska betraktas som hotad. Internationella naturvårdsunionen IUCN listar arten som livskraftig (LC). Beståndet uppskattas till i storleksordningen 50 miljoner vuxna individer.